# Учителя тоже люди
Учителя́ то́же лю́ди (другое название — #ПедагогиТожеЛюди) — серия протестных акций в интернете, посвящённых праву педагогов на свободу личной жизни, в том числе в соцсетях. Акция началась в 2018 году, с флешмоба #УчителяТожеЛюди, в ходе которой тысячи российских педагогов выложили свои фото в неформальной обстановке (преимущественно в бикини, купальниках и плавках на пляжах и курортах). Протесты педагогов началась из-за ряда инцидентов, связанных с дискриминацией и давлением на некоторых российских педагогов. Акция «Учителя тоже люди» продолжилась и в 2019 году, так как случаи дискриминации педагогов не прекратились.

## Предыстория проблемы
Проблема дресс-кода для педагогов, пересечения их личной жизни и работы, а также морального влияния на учеников существовала задолго до событий 2018 года. Спорными оставались вопросы о том, можно ли педагогам приходить на работу в джинсах, иметь на лице пирсинг и выкладывать свои фотографии, сделанные в неформальной обстановке, в соцсетях.
Всеобщая декларация прав человека наделяет любого совершеннолетнего человека правом на свободу личной жизни, в том числе на свободу её выражения (равно и в творческой форме). В законодательстве большинства стран мира (в том числе и России), никакой человек, вне зависимости от своей профессии и социального статуса, не может быть ограничен в свободе освещения своей личной жизни (если это прямо не противоречит некоторым законам). Тем не менее, ещё до лета 2018 года в средствах массовой информации отмечались случаи неправомерного увольнения педагогов в связи с выражением их личной жизни вне школы.

## 2018 год. Начало флешмоба
Летом 2018 года учительница истории Виктория Попова была вынуждена уволиться из школы № 7 города Омска, в которой она работала. Сделала она это из-за давления руководства школы: причиной явилось участие Виктории в фотосессии местного модельного агентства, где она позировала в закрытом купальнике. Эти фотографии без её ведома попали в интернет, что вызвало недовольство родителей учеников Виктории. Они обратились к руководству школы, обвинив учительницу в аморальном поведении. Несмотря на то, что никаких законов Виктория не нарушала, ей пришлось уйти с работы.
Эта история получила огласку и вызвала большое недовольство учителей по всей России. В поддержку Виктории были запущены интернет-флешмобы #УчителяТожеЛюди и #ПоддержимВикториюИзОмска. Тысячи педагогов по всей России стали выкладывать свои фотографии в Facebook, VK, Instagram с меткой «Учителя тоже люди». Фотографии, среди которых было много пляжных фото в купальниках, изображали простую жизнь педагогов в неформальной обстановке. 
В акции участвовали не только педагоги, но и люди других профессий, солидарные с протестом. Свою поддержку Виктории выразил Сергей Стиллавин:
26-летний педагог в свободное время осваивал мастерство модели plus-size. Совершенно приличное и, можно сказать, художественное фото — показывает всем, что можно быть счастливой и востребованной даже там, где убогие завистницы-крокодилицы выживают красивых и смелых чаровниц. Требую вернуть Викторию на работу! Свободу красоте!
Свои курортные фото выложила и заместитель министра культуры Омской области Анна Статва. Она поддержала флешмоб и Викторию Попову.
Протесты возымели успех. История стала активно обсуждаться в СМИ и даже на телевидении. Уже через пару дней министр образования Омской области Татьяна Дернова встретилась с Викторией Поповой. Ей было предложено вернутся на работу в школу, на что Попова ответила согласием.

## 2019 год. Продолжение флешмоба
В марте 2019 года 38-летняя учительница Татьяна Кувшинникова была вынуждена уволиться из школы № 13 Барнаула, где она преподавала русский язык и литературу. Не имевшая к тому времени нареканий и жалоб по месту работы, Кувшинникова была уволена за свои фото в соцсетях. Татьяна была членом Алтайской федерации закаливания и зимнего плавания «Белые медведи», активно занималась моржеванием и пропагандировала здоровый образ жизни. Кувшинникова опубликовала в своих социальных сетях фотографию, на которой она сидит на морозе в легком платье выше колена и туфлях на высоких каблуках. На месте своей работы она подверглась давлению, её начали сравнивать с проституткой и обвинили в непристойном поведении. По словам самой Кувшинниковой:
Мы выступали на площади Октября, было массовое обливание водой. После этого мы поехали на озеро Пионерское. Специально не стала фотографироваться в купальнике, надела платье. Но в итоге получилось еще хуже — оказывается, так тоже нельзя.
Несмотря на поддержку своих учеников и их родителей, Кувшинникова была вынуждена уйти. В результате флешмоб #УчителяТожеЛюди был возобновлён. В знак протеста против дискриминации Татьяны Кувшинниковой тысячи педагогов и других солидарных людей выложили свои фотографии в интернет. Большинство из них были пляжными, на них педагоги в основном были в купальниках и нижнем белье. Свою поддержку флешмобу выразила Ксения Собчак, выложив и своё фото в купальнике. По мнению поэтессы Натальи Ахпашевой: «…думаю, если учительницы побеждают в таких соревнованиях, то они просто обязаны выставлять свои фото в соцсетях, в то же время и настоящей причиной увольнения, сильно подозреваю, были не фото, а межличностные претензии».
26 марта министр образования Алтайского края Максим Костенко пригласил Кувшинникову на приём в городское министерство образования. Татьяна отказалась возвращаться на прежнее место работы. Её устроили на работу в Институт повышения квалификации педагогов, где она стала преподавать правила поведения в соцсетях. Протестные акции вызвали большой резонанс не только в России, но и за рубежом.

## Мнения

### Поддержка
По мнению Оксаны Пушкиной:
Достаточно красивая фигура. И с точки зрения ролевой модели, это правильная установка для девочек: не страдать анорексией и прочими заболеваниями. Предосудительного я ничего не вижу.
Против увольнения Виктории Поповой высказалась и Эвелина Блёданс:
Она же не разложила снимки на партах перед учениками. А вот если бы разложила, то, наверное, повод уволить её был бы.
Зампред комитета Госдумы по культуре Елена Драпеко выразила свою поддержку Татьяне Кувшинниковой, а её увольнение сочла нарушением прав человека. Свою поддержку Татьяне Кувшинниковой выразил и депутат Дмитрий Свищёв:
Мы видим, что подчас ретивость "защитников нравственности" переходит разумные черты. Мы убедились, что речь шла об обыкновенной человеческой зависти к успешной преподавательнице, за которой тянутся ученики, которая сумела и не ленилась совмещать спорт и работу.
По мнению журналиста Дмитрия Дризе, флешмоб оправдывает своё название, а учителя имеют право соответствовать современности, в том числе свободно пользоваться соцсетями. Футболист Дмитрий Тарасов поддержал флешмоб, отметив его положительную роль в борьбе с двойными стандартами. По мнению актрисы Татьяны Лазаревой: «…детям надо знать что их учительница живой человек, она ходит в купальнике и в туалет иногда… А для учителя очень важно быть близким к ребёнку… А что касается увольнения, то это ужасно и отвратительно…».

### Критика
Далеко не все положительно оценили флешмоб. С критической оценкой флешмоба выступил депутат Виталий Милонов. Название флешмоба «Учителя тоже люди» также было подвергнуто критике.
В некоторых публикациях отмечалось что борьба гражданского общества за свои права заслуживает уважения, но в данной ситуации всё приобрело форму неприличного гротеска:
Но поздно, эффект домино уже сработал. Стройные (и не очень) учительницы всей страны раздеваются и раздеваются, словно только и ждали возможности продемонстрировать свои формы в купальниках <…> Просто подумать, действительно ли откровенное фото — единственная возможность поддержать несправедливо обиженную коллегу? Или обиженная коллега — удобный повод для легального эксгибиционизма? Сколько вреда нанесет этот флешмоб школьникам? Заметят ли они вообще, что учительница демонстрирует не фигуру, а гражданскую позицию?
По мнению журналистки Ольги Варыпаевой:
Так зачем же это? Как этими действиями поддержать уволенную учительницу? Чем ей это поможет? Ответ прост. Делается это, чтобы обратить на себя внимание, высказать свою гражданскую позицию (хотя, порой, лучше следовать поговорке: «Промолчи — за умного сойдешь» и это как раз тот случай), быть в тренде и, глядишь, прославиться. Помнится, был в Древней Греции персонаж, Герострат, тоже хотел, чтобы его заметили, поэтому сжег храм Артемиды и, действительно, вошел в историю. А ведь сколько таких Геростратов мы видим в наше время, особенно в сети!
Некоторые педагоги уволились из своих школ в поддержку флешмоба. Этот факт также стал объектом критики.

## Последствия
Флешмоб вызвал большой резонанс в обществе, в очередной раз затронув тему прав человека, его права на свободу выбора, а также недопустимости травли на рабочем месте и дискриминации. В ходе флешмоба всплыли и другие случаи увольнения педагогов за фотографии и видео с изображением их личной жизни. В ходе флешмоба стала известна история преподавательницы иностранных языков Олеси Дорожко, которая была вынуждена уволиться из школы. Она в свободное время занималась танцами на пилоне, и выложила видео своих занятий в интернет, и была подвергнута травле. Также свою историю рассказал учитель физики Дмитрий Ветчинников, который был уволен за то, что в студенческие годы он принял участие в стриптиз-шоу, и видео с этим шоу попало в интернет (однако он восстановился на работу через суд).
В дальнейшем стали известны ещё несколько подобных случаев.
Несмотря на то, что флешмоб «Учителя тоже люди» обратил внимание на проблему ущемления прав человека, увольнения людей по поводу публикации  объектов их личной жизни, не прекратились:
- В марте 2019 года в городе Кинешма Ивановской области России была подвергнута травле педиатр Анастасия Орлова[55] за то, что приняла участие в фотосесии, где снималась в купальнике, а потом выложила эти фото в интернет. В знак протеста против травли Анастасии Орловой и вмешательства в личную жизнь российских медиков, в соцсетях прошёл небольшой флешмоб #МыТожеЛюди. В ходе этого флешмоба российские медики выкладывали свои фото в нижнем белье и бикини (преимущественно пляжные), фото с татуировками и другими изображениями свой личной жизни.
- В сентябре 2019 года с работы была уволена педагог дополнительного образования, тренер по кикбоксингу Екатерина Конопенко (Магнитогорск). Причиной стало участие Екатерины в эротической фотосессии 20 годами ранее[56][57][58].
- Сотрудница администрации города Тюмени Анна Ануфриева под давлением была вынуждена уволиться с работы после участия в конкурсе красоты «Девушка года — 2019», где она снялась для ряда откровенных фотографий[59].

В июле 2019 года педагогам одной из школ Волгограда пришло уведомление из районной прокуратуры, с просьбой предоставить информацию о своих аккаунтах в соцсетях. Педагогов попросили удалить фотографии с изображением отдыха на пляже, с сигаретами или алкогольными напитками. Однако позднее эти рекомендации прокуратурой были отозваны.

## Фотографии в поддержку флешмоба
|                                                    |                                           |                                          |
| Преподаватель музыкальных дисциплин Елена Зимятова | Воспитатель детского садика Елена Поберий | Педагог начальных классов Елена Дерябина |

## В массовой культуре
- Флешмобу был посвящён один из выпусков программы «Прямой эфир» (трансляция от 28.06.19). В программе принимали участие Татьяна Кувшинникова, Олеся Дорожко, Дмитрий Ветчинников[52].
- Флешмобу посвящён рассказ «Скандал в учительской», опубликованный на сайте журнала «Литературное обозрение».
- Флешмобу посвящен пародийный клип «НОТЫ».